# 波姬·小丝
布魯克·克莉絲特·卡蜜兒·雪德絲（英語：Brooke Christa Camille Shields，1965年5月31日—），美國女演員及模特兒。她一開始是兒童模特兒，在十二歲時演出路易·馬盧的電影《艳娃传》，所飾演的是其中的主角，是20世紀初在紐奧良的雛妓，她因為此角色受到大眾注意。而她在青少年期間也擔任模特兒，並且參與幾部1980年代電影的演出，例如《藍色珊瑚礁》（1980），以及法蘭高·齊費里尼的《無盡的愛》（1981）。
布魯克雪德絲在1983年暫停了模特兒工作，到普林斯顿大学讀書，獲得法国文学语言的學士學位，1990年代她重新演戲，演出一些戲劇中的配角。她也主演NBC的情景喜剧《我愛蘇珊寶寶》（1996-2000），因此獲得二次金球獎提名，在2008年也演出《口紅森林》（2008-2009）。她在2017年重返NBC，在《法律与秩序：特殊受害者》第19季中擔任主要角色。布魯克·雪德絲從2014年起在Adult Swim的動畫《醃黃瓜先生》中為Beverly Goodman配音。

## 早年
布魯克·克莉絲特·卡蜜兒·雪德絲在1965年的5月31日出生在紐約的曼哈頓，母親特麗·雪德絲（née Schmon; 1933–2012）是演員及模特兒，父親是商人法蘭西斯·亞歷山大·希爾茲（1941–2003）。母親有英格蘭、德意志、阿爾斯特蘇格蘭及威爾斯的血統，而父親有英國、法兰西、爱尔兰及義大利的血統。依照系譜學者威廉·亞當斯·瑞威斯納的研究，布魯克·雪德絲和許多義大利的皇族家族有血緣關係，特別是热那亚及罗马的皇族。她的祖母是義大利的女富豪Marina Torlonia di Civitella-Cesi，是義大利托洛尼亞家族玛麗娜·托洛尼亞公主的女兒。
特麗宣佈她懷孕的消息時，法蘭克的家人付給她一筆錢，要求她墮胎，不過Teri違反協議，生下了布魯克。法蘭克和特麗結婚，在布魯克五歲時離婚。布魯克有二個繼兄弟，三個繼姊妹。在布魯克出生後第五天，特麗公開表示她希望布魯克在演藝事業上發展：「她是最漂亮的小孩，我要幫她發展事業。」。後來布魯克長大，學習鋼琴、芭蕾及马术課程。
布魯克·雪德絲從小信仰天主教，她在10歲參加堅振禮，得到了嘉民·德·雷列斯（Camillus de Lellis）的名稱。在高中時，她住在紐澤西州的哈沃斯，過了喬治·華盛頓大橋就到曼哈頓。布魯克·雪德絲曾提到她在十二歲的時候，在紐約華爾道夫酒店的大廳第一次遇到狗仔隊：「我像雕像一樣站著不動，心想他們為什麼都要來拍我的照片」。
布魯克就讀新林肯中學直到八年級。她1983年在新泽西州恩格尔伍德的德怀特-英吉利伍德学校畢業。之後搬到普林斯顿大学的宿舍，就讀法语文学學士，在1987畢業。她的自傳"On Your Own"在1985年出版。她1987年的畢業專題是"The Initiation: From Innocence to Experience: The Pre-Adolescent/Adolescent Journey in the Films of Louis Malle, Pretty Baby and Lacombe Lucien"。
在布魯克·雪德絲從大學畢業後不久，《生活》雜誌刊登了她四年的成績單，纽约时报依這份成績單發表一篇評論，目的是為了調整普林斯顿的學生是優秀全面的說法。針對「布魯克·雪德絲的成績不是A就是B，顯然有花心思在其課業上」的說法，評論認為「她被騙了」，因為普林斯顿大学沒有要求她研讀古典文學研究、中古史、現代史或是美國史，也沒有有關數學、哲學、經濟學、政治、世界文學，或是有實驗的科學課程。「若這些加起來就是從普林斯顿大学所得到的博雅教育，我們的社會不會再受到任何精英主義的影響了。」

## 事業

### 早期作品

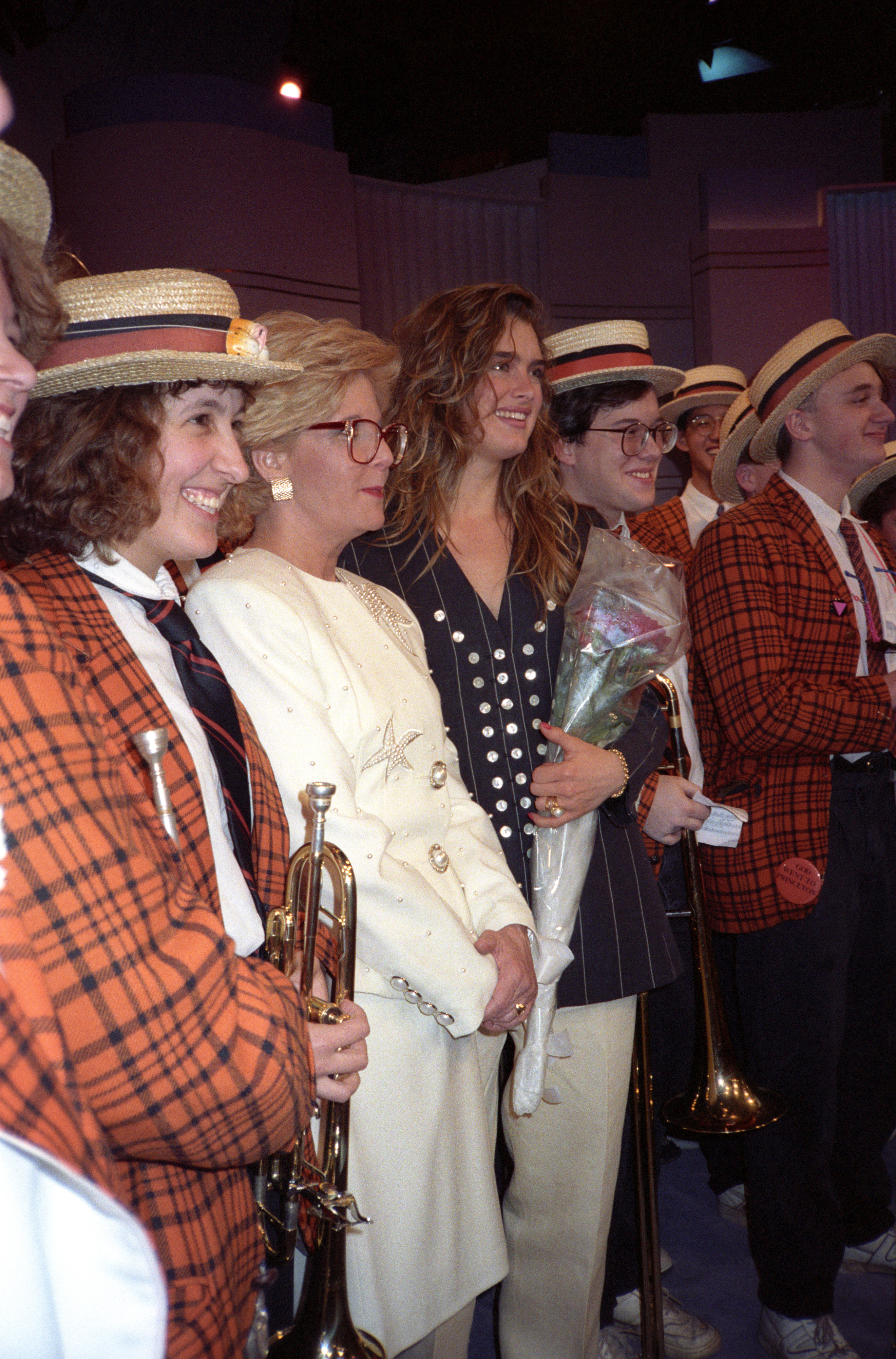
布魯克·雪德絲在1991年2月和普林斯頓大學合唱團參加莎莉·傑西·拉斐爾的節目

布魯克·雪德絲的事業是從擔任模特開始的，在1966年她11個月大時，就為Ivory肥皂擔任模特，攝影師是弗朗切斯科·思格烏洛。她後來成為成功的兒童模特，經紀人是艾琳·福特，艾琳在自傳中提到，她是因為布魯克·雪德絲才開始擔任兒童模特的經紀人。1978年時才12歲的布魯克·雪德絲，在《漂亮寶貝》中飾演雛妓，引來很大的爭議。艾琳·福特曾這樣評論布魯克·雪德絲：「她是專業的兒童模特，也是唯一的。她看起來像個成年人，而思想也像成年人。」。
1980年時，14歲的布魯克·雪德絲成為出現在《时尚》杂志封面，年齡最小的模特。也在這一年，布魯克·雪德絲拍攝了另一個受爭議的Calvin Klein牛仔褲報紙及電影廣告。她在電視廣告中有一句著名的標語：「你知道有什麼隔在我和我的Calvin牛仔褲中間嗎？什麼都沒有。」。這個廣告也讓卡爾文·克雷恩成為超級設計師。
從1981年到1983年，布魯克·雪德絲、她的媽媽、攝影師加里·格羅斯及Playboy雜誌社涉及了一起紐約市法院的訴訟，訴訟是有關她媽媽簽署授權給攝影師照片的權利（當涉及未成年的模特兒時，父母或是法定監護人需簽署這類授權表格，而其他協議還需要協商）。加里·格羅斯在1975年時，在布魯克的媽媽同意下，拍攝了布魯克·雪德絲（她當時十歲）一張爭議的裸體照，照片是為了Playboy雜誌社的出版品《Sugar 'n' Spice》。照片中的布魯克·雪德絲裸體站在浴缸內，有化妝，身上有抹油。因為紐約法律中一個奇怪的轉折，布魯克·雪德絲視為是兒童模特兒，因此法院支持攝影師，若布魯克·雪德絲視為是兒童「表演者」，結果就會大不相同。
布魯克·雪德絲16歲時，因為她同時是模特及兒童女演員，而且這二個工作又和許多爭議話題有關，因此已經是全美辨識度最高的人物之一。《時代雜誌》在1981年2月9月報導她擔任模特，每天的工資是美金一萬元。布魯克·雪德絲在1983年出現在巴黎《时尚》的9月號，美國版的10月及11月號，義大利文版的12月號。此時布魯克·雪德絲成為紐約54俱樂部的常客。2009年時，有一張由理查德·普林斯拍攝，布魯克·雪德絲10歲時的裸體照，和其他理查德·普林斯的作品一起參展。後來泰特現代藝術館在警方警告之後，決定不展覽那張照片。

### 電影
布魯克·雪德絲第一次擔任主角的電影是路易·馬盧導演的《艳娃传》（1978），劇情是描述一住在妓院中，名叫Violet的小女孩（其中有許多裸體的場景）。電影上映時她才12歲，因此引發有關兒童色情的爭議。下一部片《大老千與小妖精》（1979）的爭議較小，但知名度也比較低。
布魯克·雪德絲拍的電影超過20部，而最為人知的電影有《艳娃传》、1980年的《藍色珊瑚礁》及1981年的《無盡的愛》。《藍色珊瑚礁》是描述一對青少年的戀人在熱帶島嶼中的生活，有許多裸體鏡頭（布魯克·雪德絲為此在美國國會調查中作證，其中有些裸體鏡頭拍攝的是已成年的替身演員）。《無盡的愛》一開始被美國電影協會評為美国电影分级制度中，17歲以下不得欣賞的X級，之後重新剪接，後來成為17歲以下需家長或成人陪同才能欣賞的R級。她在1981年至1984年都獲得人民选择奖的最受歡迎的年輕演員（Favorite Young Performer）。1998年時，她在《瑪格麗特的厄運》電影中飾演女同志莉莉。
2001年時Lifetime推出一部電影《What Makes a Family》，由布魯克·雪德絲和切利·琼斯主演，電影是源自一對女同性戀伴侶對抗佛罗里达州收養法律的真實事件。

### 電視節目
布魯克·雪德絲很早就在電視節目中演出。1980年時，她成為《大青蛙布偶秀》節目中最年輕的來賓，該次節目中，她和大青蛙布偶演出了爱丽丝梦游仙境。她在1981年也成為美国广播公司的《Fridays》（類似《週六夜現場》的喜劇節目）中最年輕的來賓。布魯克·雪德絲在《老友记》中的一集中，飾演跟蹤喬伊·崔比雅尼的人，這個角色也直接讓她成為全国广播公司的情境喜劇《我愛蘇珊寶寶》中的主角，從1996年一直到2000年，因此獲在1997年獲得美國觀眾票選獎的Favorite Female Performer in a New Television Series，另外有二次獲得金球獎提名。
她在1980年代初期參舉了由美国肺脏协会贊助的美國公共衛生局公眾服務宣導，其中提出了重要人物需要是不吸煙的例子及倡導者。在1980年代中期，布魯克·雪德絲開始支持联合劳军组织，和鲍勃·霍普一起勞軍

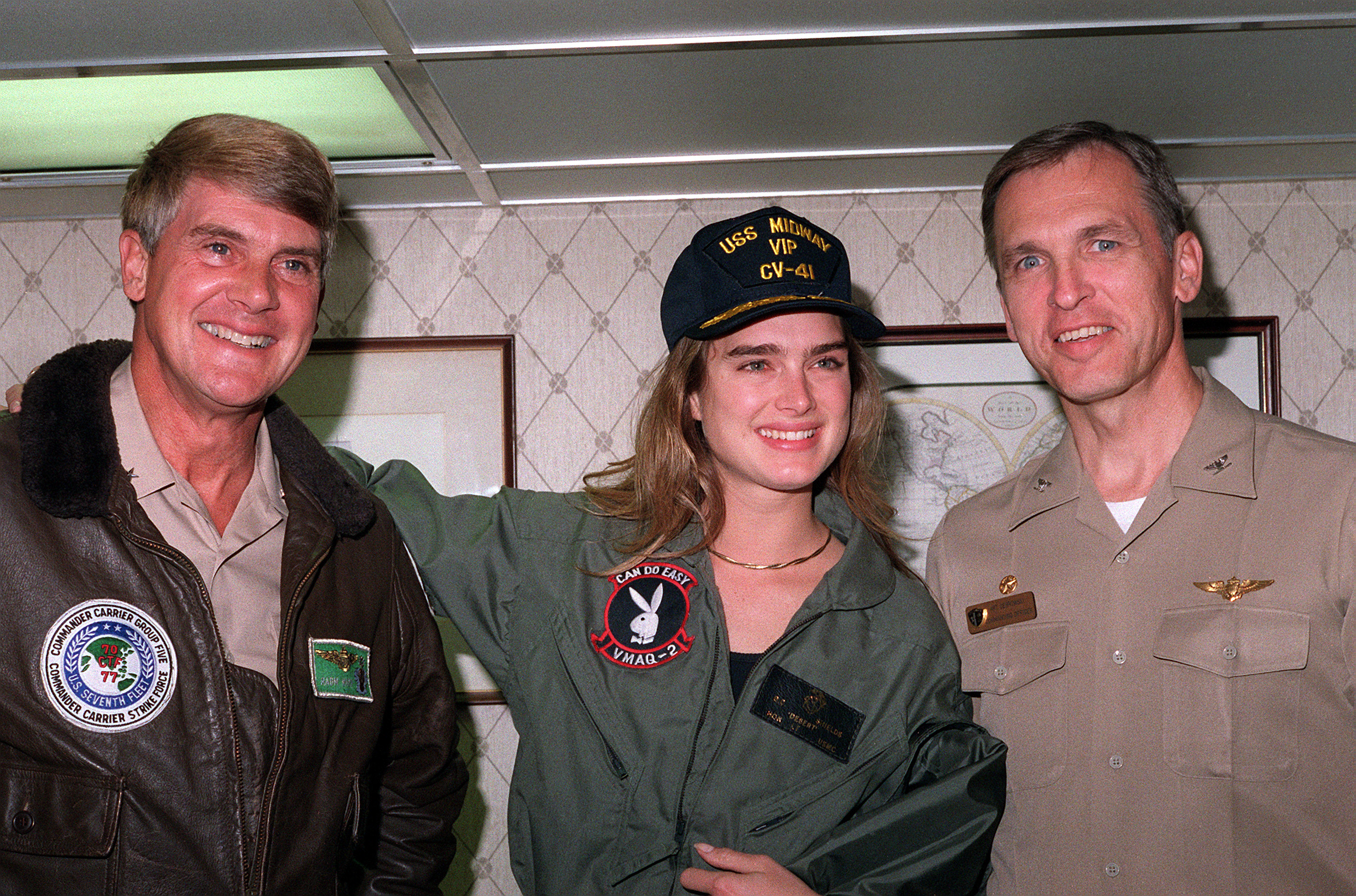
布魯克·雪德絲在1991年1月1日在聯合服務組織的勞軍旅程中登上中途島號航空母艦

布魯克·雪德絲在《70年代秀》中多次客串，她飾演潘·柏克哈特，Jackie Burkhart（米娜·古妮丝飾演）的媽媽，後來愛上了（劳拉·普莱潘飾演）的爸爸（由Don Stark飾演）。。布魯克·雪德絲錄製了Sony/BMG的《逃家小兔》，其中包括了小提琴、管弦樂團，以及旁白，是由格兰·罗恩製作，由皇家愛樂樂團和Ittai Shapira演奏。
布魯克·雪德絲在2000年代末在FX频道的《整容室》及CBS電視網的《好汉两个半》中客串演出。她在2005年在HBO《我家也有大明星》第二季中的一集《Blue Balls Lagoon》參與演出。布魯克·雪德絲在2007年在迪士尼的《孟漢娜》中客串演出蘇珊·史都華，是麥莉與傑克森的母親，在故事設定中是在三年前因車禍過世。布魯克·雪德絲在2008年演出為期一年的《口紅森林》.。
布魯克·雪德絲在2010年開始在《左右不逢源》中客串演出。布魯克·雪德絲也擔任全国广播公司的家譜紀錄片節目《你以為你是誰》中的特色名人，節目中提到，她是法國路易十四的遠房表親，因此也是法國路易九世及亨利四世的後裔。
自2003年起，布魯克·雪德絲偶爾會在NBC上午9點的《今天》節目擔任共同主持人。

### 劇場
布魯克·雪德絲參與過幾部百老匯劇院的戲劇製作，包括1994年版的《油脂》音樂劇（其中飾演Betty Rizzo），1998年版的《歌厅》音樂劇（在2001年演出）、2003年版的《Wonderful Town》音樂劇（2004–2005年）及《芝加哥》。她也曾在倫敦西區的《芝加哥》音樂劇中演出。她在2011年6月28日的百老匯音樂劇《阿達一族》中飾演Morticia Addams。

## 個人生活
布魯克·雪德絲從小就和母親住在紐約市曼哈頓的上东城。
布魯克·雪德絲第一次的性行為發生在22歲，是在普林斯頓大學時，和演員迪恩·凱恩約會時發生的，她在2009年6月號的《Health》雜誌訪問中提及此事，她也提到，若她有比較好的自我形象，可能會更早發生性行為。
布魯克·雪德絲在1990年代強調體能，而且是作為女性主義的延伸。她提到女性主義和運動員沒有衝突。她有推動女子運動所需要的特質，而當時也不只有她一個女性提出這類論點。
布魯克·雪德絲也是著名的維根主義者，也是動物權利人士。她在1989年對抗皮草產業，不過後來仍在Kopenhagen Fur訂了她的水貂皮大衣，她的舉動受到了像是善待动物组织等動物權利組織的審查，因此也提高了媒體的關注程度。
布魯克·雪德絲有二次婚姻。她在1997年和網球選手安德烈·阿加西結婚，他們從1993年就開始交往，婚姻則持續到1999年。布魯克·雪德絲和阿加西離婚後，在1999年透過共同朋友的介紹認識了電視編劇克里斯·漢契，在2001年結婚。他們有兩名女兒，住在纽约曼哈頓的格林尼治村。她是特百惠Chain of Confidence SMART Girls campaign的發言人，此計劃教導女孩培養其身心的健康。

### 產後憂鬱症
布魯克·雪德絲在2005年的4月及5月在雜誌專訪（例如《Guideposts》雜誌）及節目專訪（奥普拉·温弗里秀）中提到她曾經有产后抑郁症的情形，其中包括抑郁、有自殺意念、無法回應嬰兒的需要，也較晚才能建立母嬰聯結。疾病可能是因為生產前一連串的事所引發，包括她的父親在三週前過世、體外人工受精的壓力、曾經流產以及家族的抑郁病史，其中也包括生產造成的激素變化以及生活變化。她的書《Down Came the Rain》就提到了产后抑郁症的經歷，讓大眾更多的關注产后抑郁症。
2005年5月時，信仰山達基（此宗教質疑精神醫學）的演員湯姆·克魯斯，因為布魯克·雪德絲使用抗抑郁药帕罗西汀，並且公開提到此藥物，因而公開指責布魯克·雪德絲的個人以及其演藝事業：「我關心布魯克·雪德絲，因為她是有無比天份的女性，但看看她，她的演藝事業怎麼了？」布魯克·雪德絲認為湯姆·克魯斯對抗抑郁药的論點是「不負責任」及「危險」的。「讓媽媽們自己來決定如何治療产后抑郁症吧」。布魯克·雪德絲在回覆湯姆·克魯斯進一步的攻擊時，在2005年7月1日纽约时报的War of Words中提到她對藥物的想法，並且說道：「很奇怪的，當我的婦產科醫生告訴我我的極端沮喪及自殺念頭是因為身體中的化學變化，這安慰了我。只有我們承認产后抑郁症是嚴重的疾病，才可能有這些就醫的資源，社會也才會接受此一病症的存在。在醫師的協助下，我已經減少用藥。不過若沒有這些藥物，我不可能成為今天這麼可愛的媽媽。」。根據USAToday.com在2006年8月31日的報導。湯姆·克魯斯為此一事件私下的向布魯克·雪德絲道歉，布魯克·雪德絲認為湯姆·克魯斯已衷心道歉，所以接受了。三個月後的2006年11月，布魯克·雪德絲和她先生參加了湯姆·克魯斯和姬蒂·荷姆絲的婚禮。

### 和麥克·傑克森的互動
布魯克·雪德絲在2009年7月7日一個追悼麥可·傑克森的活動中提到他。她在演說中提到她第一次遇到麥可·傑克森的時候，當時她13歲，麥可·傑克森21歲，他們立刻就成為了好朋友。她說道：
回想到我們以前相遇，一起渡過的許多時間，以及每一次我們一起出門的情景。可能會有一個像這樣的標題「奇怪的情侶」或是「不太可能的一對」，但對我們兩人而言，這是最自然、最輕鬆的友情。麥可知道他可以依靠我，讓我來支持他，或是成為他的約會對象，我們無論到哪裡都很好玩。我們有一種特別的關係。我們二人都在很小的時候就要像成年人一樣，不過當我們在一起時，卻像兩個玩得很開心的小孩
布魯克·雪德絲在她的悼詞中分享了一些軼事，包括在她和麥可·傑克森在伊丽莎白·泰勒某一次的婚禮中約會，偷偷進到伊丽莎白·泰勒的臥房想看她的禮服，進到房內才發現她已經睡著了。布魯克·雪德絲的演講讓許多人落淚，提到了她和麥可·傑克森共享的許多美好回憶，也開了麥可·傑克森著名的亮片手套的玩笑。她也提到麥可·傑克森最愛的歌，是查理·卓别林的《Smile》，在後面的紀念儀式中，由傑曼·傑克森所演唱。
纽约时报專欄作家Gail Collins寫道：「在布魯克·雪德絲描述她和麥可·傑克森深刻的友情時，其實也是某種小型的特殊聽證會，因為她告訴記者他們最後一次見面是在1991年伊丽莎白·泰勒的第八次婚禮。」受麥可·傑克森在1993接受奧花·雲費的訪問時，說他當時正在和布魯克·雪德絲約會。布魯克·雪德絲也提過麥可·傑克森和她求婚數次，並且希望共同收養一個小孩。。
麥可·傑克森在2001年和拉比Shmuley Boteach的對話中，提到了布魯克·雪德絲：
這是我一生中的幾個摯愛之一，我想她愛我就像我愛她這麼多。你知道嗎，我們常常約會，常常一起出去玩。我的房間、我的鏡子，所有東西上都是她的照片。在我和戴安娜·罗斯參加奧斯卡金像獎時，這個女孩走過來，說：「嗨，我是布魯克·雪德絲」，接著說：「你要參加典禮後的派對嗎？」，我回答我會參加。「好，那我們派對見囉！」，我心想：「天啊，她知道我的房間都是她的照片嗎？」我們去派對了，她走過來，對我說：「妳要和我一起跳舞嗎？」「好啊」。我們交換了電話號碼，我整晚都非常開心，在房間唱歌，在房間打轉，就是覺得開心，太棒了

## 主要作品年表
- 2016《花店解謎》（Flower Shop Mystery: Mum's The Word）
- 2011《惠特尼·布朗的綠化》(The Greening of Whitney Brown)
- 2011《農場女孩》（Chalet Girl）
- 2010《B咖戰警》（The Other Guys）客串
- 2010《复仇祸害》（Furry Vengeance）
- 2008《午夜人肉列車》（The Midnight Mead Train）
- 2008《正义联盟：新的边际》（Justice League:The New Frontier)配音
- 2008《Unstable Fables: Goldilocks & 3 Bears Show（英语：Unstable Fables: Goldilocks & 3 Bears Show）》配音
- 2007《好汉两个半》（Two and a Half Men）第四季第14集客串
- 2007《口红森林》（Lipstick Jungle）
- 2007《打包男孩》（Bag Boy）
- 2005《管家鲍勃》（Bob The Butler）
- 2004《丈夫出租》（Mariti In Affitto）
- 2004《理想的意大利情人》（Our Italian Husband ）
- 2003《关于艾迪》（Regarding Ardy）
- 2002《寡妇特工》（Widows）
- 2000《性爱之后（英语：After Sex (2000 film)）》（After Sex）
- 1999《周末》（The Weekend ）
- 1999《亿万未婚夫》（The Bachelor）
- 1999《黑道当家（英语：Black and White (1999 drama film)）》（Black And White）
- 1996《天堂之路（英语：Freeway (1996 film)）》（Freeway）
- 1996《油脂》(Grease)
- 1996《我愛蘇珊寶寶》（Suddenly Susan）
- 1995《六人行》 （friends）
- 1995《世无定事》（又译：《致命的审判》Nothing Lasts Forever)
- 1993《我會讓你愛我》(I Can Make You Love Me)
- 1993《怪人集团》（Freaked）
- 1990《後街夢（英语：Backstreet Dreams (film)）》(Backstreet Dreams)
- 1989《横冲直撞俏娇娃（英语：Brenda Starr (1989 film)）》（又译：天使神差Brenda Starr ）
- 1985《依靠你自己》
- 1984《木偶出征百老汇》（The Muppets Take Manhattan）
- 1983《撒哈拉（英语：Sahara_(1983_film)）》（Sahara）
- 1981《无尽的爱》（Endless Love）
- 1980《蓝色珊瑚礁》（The Blue Lagoon)
- 1979《只是我和你，宝贝（英语：Just You and Me, Kid）》（Just You And Me, Kid)
- 1979《大老千与小妖精》（Wanda Nevada）
- 1979《傾斜（英语：Tilt (1979 film)）》（Tilt）
- 1978《吉普赛之王（英语：King of the Gypsies (film)）》（King of Gypsies）
- 1978《艳娃传》（Pretty Baby)
- 1976《甜蜜愛麗絲》（Alice, Sweet Alice)

## 獎項提名及獲奬
金球獎
| 年度   | 提名作品         | 獎項                   | 結果 |
| ------ | ---------------- | ---------------------- | ---- |
| 1996年 | 《我愛蘇珊寶寶》 | 音樂及喜劇類最佳女主角 | 提名 |
| 1997年 | 《我愛蘇珊寶寶》 | 音樂及喜劇類最佳女主角 | 提名 |

金酸莓獎
| 年度   | 提名作品       | 獎項       | 結果 |
| ------ | -------------- | ---------- | ---- |
| 1980年 | 《藍色珊瑚礁》 | 最差女主角 | 獲獎 |
| 1981年 | 《無盡的愛》   | 最差女主角 | 提名 |
| 1983年 | 《撒哈拉》     | 最差女配角 | 獲獎 |
| 1983年 | 《撒哈拉》     | 最差女主角 | 提名 |
| 1989年 | 《Speed Zone》 | 最差女配角 | 獲獎 |

卫星奖
| 年度   | 提名作品         | 獎項                   | 結果 |
| ------ | ---------------- | ---------------------- | ---- |
| 1997年 | 《我愛蘇珊寶寶》 | 音樂及喜劇類最佳女主角 | 提名 |
| 1998年 | 《我愛蘇珊寶寶》 | 音樂及喜劇類最佳女主角 | 提名 |

## 外部連結
- 波姬·小丝在互联网电影资料库（IMDb）上的資料（英文）
- 波姬·小丝的Instagram帳戶
- TCM电影资料库上Brooke Shields的资料（英文）
- 互聯網百老匯資料庫（IBDB）上波姬·小丝的資料（英文）
- 互联网外百老汇数据库（IOBDB）上波姬·小丝的資料（英文）
- WebMD article on Shields and Postpartum Depression
- "Regarding Ardy": an online short film with Brooke Shields
- "The Runaway Bunny" violin concerto, by Glen Roven and narrated by Brooke Shields （页面存档备份，存于）
- Brooke Shields 2007 Interview on Sidewalks Entertainment
- Brooke Shields 2007 short film on Funny Or Die